# 종교 편집증
종교 편집증(Religious paranoia)이란 종교적 상황속에서 어떤 외부적 요인에 의해서 의도적으로 공격을 받을 것으로 생각하여 비이성적으로 두려워하는 것이다. 몇가지 예를 들면 다음과 같다.   
1. 자기의 영혼을 빼앗긴다는 공포
2. 악마에게 시험받을 것에 대한 공포
3. 사교주의자(컬트 (종교))들에 의해서 음모 받을 공포
4. 하나님이나 사단에 대한 공포